# Fundação Municipal Centro Universitário da Cidade de União da Vitória
O Centro Universitário de União da Vitória oficialmente denominado Fundação Municipal Centro Universitário da Cidade de União da Vitória (Uniuv), é uma instituição de iniciativa pública municipal, criada pela Lei Nº 947/1974, na qual pode ser caracterizada como uma fundação privada de ensino superior, com sede na cidade de União da Vitória, Paraná, Brasil. 
Além das unidades em União da Vitória, mantém também uma unidade no município de São Mateus do Sul.
Oferece 13 cursos de graduação, além de cursos de pós-graduação lato-sensu.